# 帕扎诺
帕扎诺（義大利語：Pazzano），是意大利雷焦卡拉布里亚省的一个市镇。总面积15平方公里，人口686人，人口密度45.7人/平方公里（2009年）。ISTAT代码为080058。